# Sideroxylon cinereum
Sideroxylon cinereum är en tvåhjärtbladig växtart som beskrevs av Jean-Baptiste de Lamarck. Sideroxylon cinereum ingår i släktet Sideroxylon och familjen Sapotaceae.
Artens utbredningsområde är Mauritius. Inga underarter finns listade i Catalogue of Life.